# Idioma francés en Chile
El francés es una de las lenguas indoeuropeas más habladas en Chile, junto al  español, inglés y el alemán. Durante el siglo XX, con el arribo de inmigrantes franceses, así como también de suizos, belgas y otras nacionalidades francófonas hizo que el francés se instale y se expanda su estudio en el país. A partir del siglo XXI, el francés vuelve a tomar fuerza, pero esta vez con la llegada masiva de inmigrantes haitianos, principalmente a partir de la década de 2010, quienes hablan el dialecto criollo haitiano (creole), ha provocado un incremento en el uso común del francés (hablado a nivel académico y formal por los haitianos) dentro del territorio chileno.

## Historia
Si bien existe registro de emigrantes de Francia hacia la Capitanía General de Chile durante la época colonial, los orígenes del uso más extendido del francés en Chile se remontan a la llegada masiva de inmigrantes francófonos, principalmente franceses y suizos de la Suiza francesa, especialmente durante los siglos XIX y XX, una vez concretado el proceso de independencia definitiva de España. Aunque la mayoría de los inmigrantes se establecieron en las principales ciudades de Chile, también existieron casos, como el de la colonización europea de la Araucanía, donde colonos francófonos fundaron localidades en esa región histórica, que comprende la actual Región de La Araucanía y la Provincia de Arauco, al sur de la Región del Biobío. 
El censo chileno de 2017 incluyó el cuestionario oficial traducido en francés y creole, con la finalidad de facilitar la participación de los migrantes de lenguas con raíz francófona que no hablan español.

## Enseñanza del francés
Pese a que no es un idioma de enseñanza obligatoria en el sistema educativo chileno, en algunos establecimientos públicos de enseñanza media (especialmente en los liceos), se imparte como idioma extranjero optativo al inglés. Asimismo, en los establecimientos privados de tradición francesa, se imparte el francés desde los primeros cursos con el objetivo de tener alumnos bilingües. Entre ellos destacan el Lycée Antoine-de-Saint-Exupéry de Vitacura, el Lycée Français Charles de Gaulle de Concepción, el Liceo Alianza Francesa Claude Gay de Osorno, el Lycée Jean d'Alembert de Viña del Mar, el Colegio La Girouette de Las Condes, el Colegio Luis Pasteur de Traiguén, el  Liceo Jean Mermoz de Curicó, Colegio Antoine de Saint-Exupéry de Coyhaique y el Colegio Francés de Punta Arenas.

## Instituciones francófonas en Chile
Son múltiples las instituciones culturales y educativas de habla francesa en el país sudamericano. La Alianza Francesa, institución internacional de difusión de la cultura de Francia, cuenta con sedes en Santiago, Antofagasta, Concepción, Osorno, Rapa Nui, La Serena, Valdivia y Viña del Mar. Asimismo, el Instituto Francés de Chile es una entidad sociocultural que forma parte de una red dependiente del Ministerio de Cultura de Francia.
La Unión de Franceses de Chile (l’Union des Français du Chili, UFC) es una organización cultural que reúne a los francófonos del país y que busca mantener vivas las tradiciones francesas, entre ellas, el idioma.

## Servicios religiosos

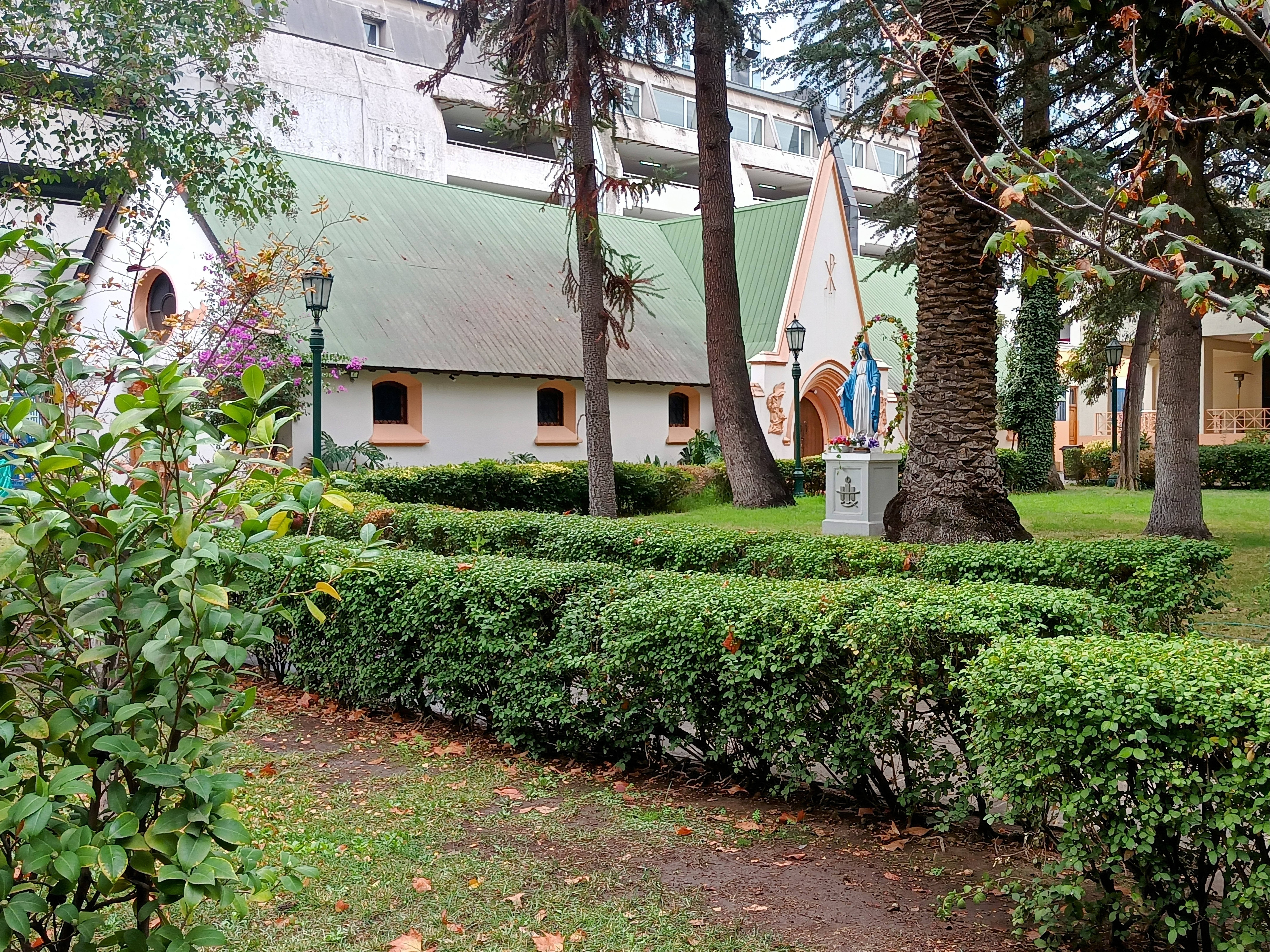
Capilla del Instituto de Humanidades Luis Campino, sede de la parroquia francófona de Santiago

La Parroquia Francófona de Santiago (Paroisse francophone de Santiago) es una comunidad religiosa de la Iglesia católica chilena de habla francesa, que celebra sus misas en la capilla del Instituto de Humanidades Luis Campino.